# Palača Albanija
Palača Albanija (na srpskom jeziku: Palata Albanija, ćirilično: Палата Албанија) naziv je za poslovni neboder u glavnom gradu Republike Srbije Beogradu. Izgrađena je prije početka Drugog svjetskog rata te je bila prvi neboder u jugoistočnoj Europi. Smještena je u gradskoj općini Stari Grad.

## Gradnja
Naziv Albanija dolazi od istoimene kavane koja se nalazila na mjestu današnje zgrade, a bila je izgrađena 1860. godine. Godine 1936. spomenuta kavana je srušena kako bi se dobio prostor za izgradnju nove višekatnice. Nova zgrada je dovršena i otvorena 1939. godine, a glavni arhitekti bili su Miladin Prljević i Đorđe Lazarević Branko Vujović. U vrijeme svoje izgradnje bila je najviši neboder jugoistočne Europe te dugo vremena visinski regulator prostorne kompozicije u središtu Beograda. Tijekom Drugog svjetskog rata Palača Albanija bila je pogođena za vrijeme savezničkog bombardiranja, ali nije pretrpjela veća oštećenja. Godine 1983. proglašena je za kulturno dobro od velikog značaja.

## Osnovne karakteristike
Neboder ima 13 nadzemnih i 4 podzemna kata, visok je 53 metra, a ukupna površina iznosi 8.000 četvornih metara. 